# Dubbelleven (Nederlandse televisieserie)
Dubbelleven was een Nederlandse dramaserie die in maart en april 1978 door de VARA op vrijdagavond werd uitgezonden. Alle afleveringen staan op zichzelf en werden geschreven en geregisseerd door diverse auteurs en regisseurs. Het verbindende element tussen de afleveringen is dat er steeds een persoon in voorkomt die een dubbelleven leidt.

## Verhaal
Uitgangspunt van de serie is een dubbelleven. In de eerste aflevering, “Prettig weekend, meneer Meijer”, bijvoorbeeld volgen we meneer Meijer, vijf dagen per week een onbetekenend ambtenaar, maar in het weekend zogenaamd een beroemd filmregisseur. Meijer kleedt zich vrijdagavond om en rijdt naar een klein dorpje waar hij een gratis kamer heeft in een hotel. Daar doet hij de audities voor een film die hij gaat regisseren, althans dat beweert hij. Iedereen in het dorp gelooft hem, inclusief de hoteleigenaar die hoopt op extra inkomsten als de film wordt opgenomen. Als alles uitkomt wordt Meijer gedwongen om zijn rol te blijven spelen. Te veel mensen hebben iets te verliezen als Meijer geen beroemde regisseur is. Eigenlijk een moderne versie van “De nieuwe kleren van de keizer”, het sprookje van Hans Christian Andersen. In de aflevering “Als je droomt wie ben je dan?” geeft een twintigjarige jongen toe aan zijn gevoelens voor transseksualiteit door een jurk aan te trekken en zich op te maken. Hij gaat als vrouw verkleed de straat op en belandt in een kroeg. Daar probeert iemand hem te versieren. Als de laatste ontdekt dat de vrouw een jongen is, wordt de jongen in elkaar geslagen. In “Van alles het beste” wordt een politieagente tijdens haar vakantie verliefd op een Nederlandse zakenman. Later gebruikt de zakenman zijn geliefde om informatie over politiezaken te verkrijgen. Homoseksualiteit is het thema in “Verder is alles o.k.” waarin een meisje zich wanhopig verzet tegen de pogingen haar te koppelen aan een man. Uiteindelijk kiest ze er voor om uit de kast te komen en toe te geven aan haar verliefdheid op een meisje.

## Afleveringen
| | Nr. | Titel                          | Uitzenddatum  | Regie               | Scenario           |
| --- | --- | ------------------------------ | ------------- | ------------------- | ------------------ |
| | 1   | Prettig weekend, meneer Meijer | 3 maart 1978  | Orlow Seunke        | Dirk Ayelt Kooiman |
| In deze aflevering: Gerard Thoolen, Gees Linnebank en Marina de Graaf.                                        |     |                                |               |                     |                    |
| | 2   | Van alles het beste            | 10 maart 1978 | Eimert Kruidhof     | Nel Bakker         |
| In deze aflevering: Bea Meulman, Jules Hamel en Jan Teulings.                                                 |     |                                |               |                     |                    |
| | 3   | Verder is alles o.k.           | 17 maart 1978 | Felix Arons         | Hannes Meinkema    |
| In deze aflevering: Ansje Beentjes en Liesbeth Hoytink.                                                       |     |                                |               |                     |                    |
| | 4   | Jaap Dolder nooit van gehoord  | 24 maart 1978 | Nick van den Boezem | Hilbert Kuik       |
| In deze aflevering: Johnny Kraaijkamp jr., Hans Dagelet en Paul Röttger.                                      |     |                                |               |                     |                    |
| | 5   | Als je droomt wie ben je dan?  | 31 maart 1978 | Nick van den Boezem | Jan Hofman         |
| In deze aflevering: Tom van Beek, Eric Beekes, Jan Anne Drenth, Rein Edzard, Hans Leendertse en Ton Schouten. |     |                                |               |                     |                    |
| | 6   | Dagleven-nachtleven            | 7 april 1978  | Eimert Kruidhof     | Ria Gort           |
| In deze aflevering: Linda van Dyck, Huib Broos, Ferd Hugas, Joop van der Donk, Marnix Kappers en Jan Wegter.  |     |                                |               |                     |                    |
| | 7   | Een jongen van zestien         | 14 april 1978 | Samuel Meyering     | Paul Haenen        |
| In deze aflevering: Jan Lenferink, Edmond Classen, Leo de Hartogh en Robert Meester.                          |     |                                |               |                     |                    |
| | 8   | Kaviaar en harder bokking      | 21 april 1978 | Nick van den Boezem | Mia Meijer         |
| In deze aflevering: Mieke Verstraete, Hans Ligtvoet, Jan Staal, Ger Thijs, Jan Vreeken en Pieter de Wijn.     |     |                                |               |                     |                    |